# Harry Warburton
Harry Warburton , född 10 april 1921, död maj 2005, var en schweizisk bobåkare.
Warburton blev olympisk bronsmedaljör i tvåmansbob vid vinterspelen 1956 i Cortina d'Ampezzo.